# Luka Peruzović
Luka Peruzović est un footballeur et entraîneur croate, né le 26 février 1952 à Split (Croatie). Il est international yougoslave.

## Biographie
Il a disputé près de 400 matchs pour Hajduk Split (Croatie).
En 1980, il est transféré au RSC Anderlecht (Belgique), club avec lequel il remporte la Coupe UEFA en 1983. Il remporte 3 fois le  championnat de Belgique, en 1981, 1985 et 1986
Avec l'équipe de Yougoslavie, il dispute la Coupe du monde 1974 et l'Euro 1976.
Après sa carrière de joueur, Luka Peruzović devient entraîneur notamment au RSC Anderlecht. Il sera licencié alors que le club bruxellois est en tête du championnat de Belgique. En Belgique, il entraînera aussi le KRC Genk, le Royal Charleroi Sporting Club (4 fois) et le Standard de Liège. Il fait des passages à l'Olympique de Marseille (France), Gençlerbirliği (Turquie) et Al Saad (Qatar).
Le 30 septembre 2009, il est nommé à la tête du Club sportif sfaxien (Tunisie).
Le 4 avril 2011, il reprend les rênes du Royal Charleroi Sporting Club après le licenciement du hongrois Zoltan Kovac.
Le 13 juillet 2012, il revient pour la 5e fois au Royal Charleroi Sporting Club mais cette fois-ci en tant que directeur sportif.
Le 14 février 2013, il redevient entraîneur du Royal Charleroi Sporting Club à la suite de la démission du jeune entraîneur Belge Yannick Ferrera. Un mois plus tard, il devient conseiller technique.
Le 17 juillet 2013, il quitte le Royal Charleroi Sporting Club à l'arrivée de Felice Mazzu en tant qu'entraîneur et du fait qu'il n'y avait plus de poste disponible pour lui.